# Epiglypta
Epiglypta is een geslacht van weekdieren uit de klasse van de Gastropoda (slakken).

## Soort
- Epiglypta howeinsulae (Cox, 1873)